# Onthophagus margaretensis
Onthophagus margaretensis är en skalbaggsart som beskrevs av Blackburn 1903. Onthophagus margaretensis ingår i släktet Onthophagus och familjen bladhorningar. Inga underarter finns listade i Catalogue of Life.